# Olympische Sommerspiele 1972/Teilnehmer (Türkei)
| Gelbes Symbol für Goldmedaillen mit stilisierten Olympischen Ringen | Graues Symbol für Silbermedaillen mit stilisierten Olympischen Ringen | Braundes Symbol für Bronzemedaillen mit stilisierten Olympischen Ringen |
| ------------------------------------------------------------------- | --------------------------------------------------------------------- | ----------------------------------------------------------------------- |
| —                                                                   | 1                                                                     | —                                                                       |

Die Türkei nahm an den Olympischen Sommerspielen 1972 in München mit einer Delegation von 43 Athleten (42 Männer und eine Frau) an 43 Wettkämpfen in acht Sportarten teil. Fahnenträger bei der Eröffnungsfeier war der Ringer Gıyasettin Yılmaz.

## Teilnehmer nach Sportarten

### Boxen
Männer
- Arif Doğru
Halbfliegengewicht: 1. Runde

- Kemal Solunur
Fliegengewicht: 2. Runde

- Mehmet Kumova
Bantamgewicht: 1. Runde

- Seyfi Tatar
Federgewicht: 2. Runde

- Eraslan Doruk
Leichtgewicht: Viertelfinale

- Hakkı Sözen
Weltergewicht: 2. Runde

- Nazif Kuran
Mittelgewicht: Viertelfinale

### Fechten
| Männer - Bülent Erdem Florett, Einzel: Vorrunde - Ali Tayla Degen, Einzel: Vorrunde - Mehmet Akpınar Säbel, Einzel: Vorrunde | Frauen - Özden Ezinler Florett, Einzel: Vorrunde |

### Gewichtheben
Männer
- İsmail Bayram
Mittelgewicht: 16. Platz

- Osman Mert
Mittelschwergewicht: 15. Platz

### Leichtathletik
Männer
- Mehmet Tümkan
800 Meter: Vorläufe
1500 Meter: Vorläufe

- Hikmet Şen
5000 Meter: Vorläufe
10.000 Meter: Vorläufe

- İsmail Akçay
Marathon: DNF

### Radsport
Männer
- Mevlüt Bora
Straßenrennen: DNF
100 Kilometer Mannschaftszeitfahren: 24. Platz

- Rıfat Çalışkan
Straßenrennen: DNF

- Haluk Günözgen
Straßenrennen: DNF

- Ali Hüryılmaz
Straßenrennen: 73. Platz
100 Kilometer Mannschaftszeitfahren: 24. Platz

- Seyit Kırmızı
100 Kilometer Mannschaftszeitfahren: 24. Platz

- Erol Küçükbakırcı
100 Kilometer Mannschaftszeitfahren: 24. Platz

### Ringen
Männer
- Hizir Sari
Halbfliegengewicht, griechisch-römisch: 3. Runde

- Ahmet Tren
Fliegengewicht, griechisch-römisch: 3. Runde

- Metin Alakoç
Federgewicht, griechisch-römisch: 2. Runde

- Seyyit Hışırlı
Leichtgewicht, griechisch-römisch: 6. Platz

- Mehmet Türüt
Weltergewicht, griechisch-römisch: 3. Runde

- Ali Yağmur
Mittelgewicht, griechisch-römisch: 4. Runde

- Sefer Baygin
Halbfliegengewicht, Freistil: 4. Platz

- Ali Riza Alan
Fliegengewicht, Freistil: 4. Runde

- Kazım Yıldırım
Bantamgewicht, Freistil: 2. Runde

- Vehbi Akdağ
Federgewicht, Freistil: Silber

- Ali Şahin
Leichtgewicht, Freistil: 4. Platz

- Mehmet Ali Demirtaş
Weltergewicht, Freistil: 3. Runde

- Hayri Polat
Mittelgewicht, Freistil: 3. Runde

- Mehmet Güçlü
Halbschwergewicht, Freistil: 4. Runde

- Gıyasettin Yılmaz
Superschwergewicht, Freistil: 3. Runde

### Schießen
- Mehmet Dursun
Kleinkaliber, Dreistellungskampf: 58. Platz
Kleinkaliber, liegend: 35. Platz

- Fettah Güney
Trap: 40. Platz

- Özman Gıraud
Skeet: 28. Platz

- Güneş Yunus
Skeet: 30. Platz

### Schwimmen
Männer
- Feridun Aybars
100 Meter Freistil: Vorläufe
100 Meter Schmetterling: Vorläufe

- Morkal Faruk
100 Meter Brust: Vorläufe
200 Meter Brust: Vorläufe